# Sumatraanse kortvleugel
De Sumatraanse kortvleugel (Brachypteryx saturata) is een zangvogel uit de familie Muscicapidae (vliegenvangers). De vogel werd in1879 door   Tommaso Salvadori geldig beschreven. Later werd de soort beschouwd als een ondersoort van de blauwe kortvleugel, B. montana (sensu lato).

## Kenmerken
De vogel is ongeveer 13 cm lang, iets kleiner dan een roodborst (E. rubecula), maar met hetzelfde gedrongen postuur. Het mannetje is roetzwart, van boven en lichtgrijs van onder met een korte, witte wenkbrauwstreep.

## Verspreiding en leefgebied
De vogel komt alleen voor op het eiland Sumatra (Grote Soenda-eilanden). De leefgebieden liggen in bergachtig gebied aan de westzijde van het eiland met natuurlijk bos en struikgewas op hoogten tussen 1400 en 3000 meter boven zeeniveau. De vogel is niet zeldzaam en staat als niet bedreigd op de rode lijst van de IUCN.